# Geografia della Corea del Nord

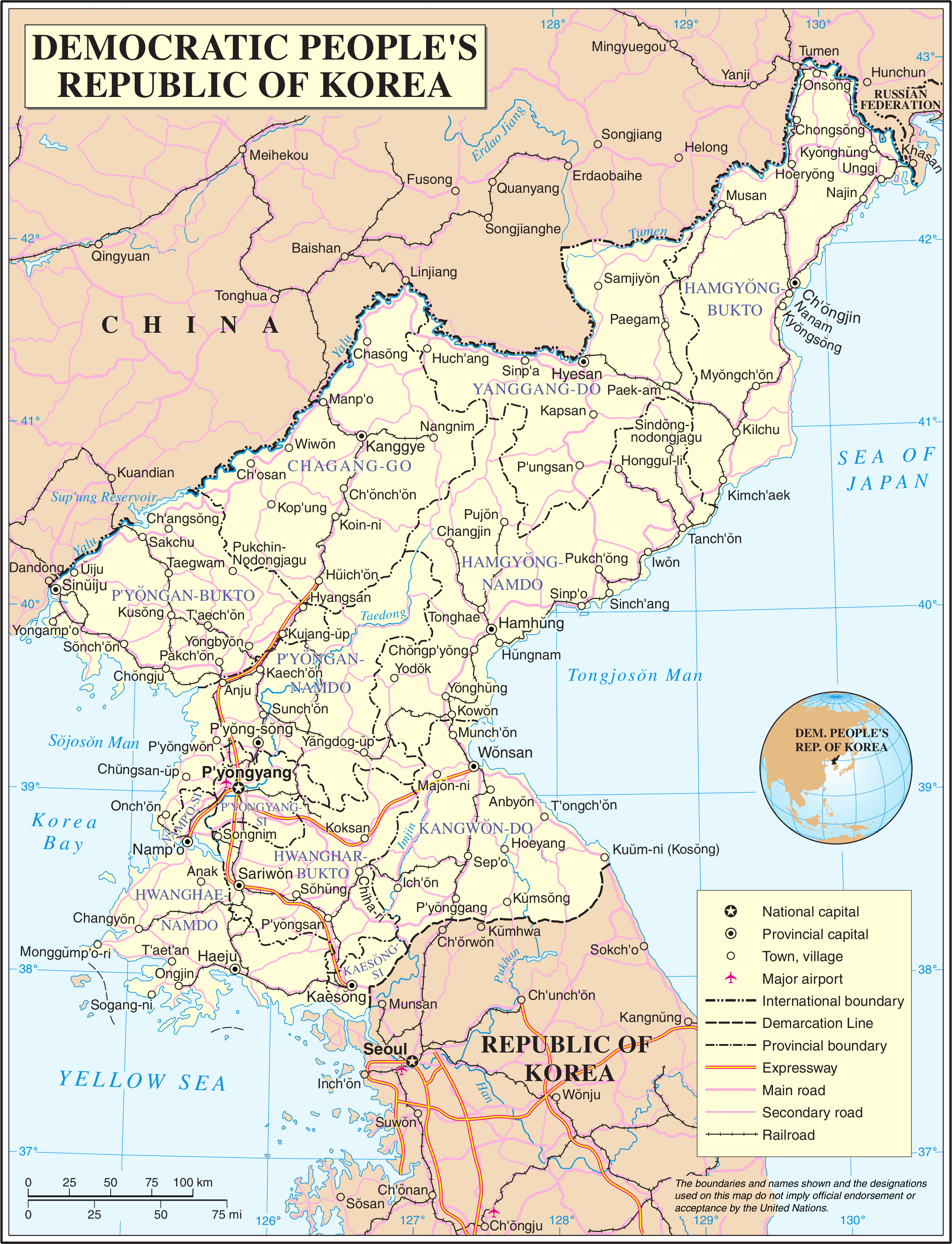
Mappa della Corea del Nord.

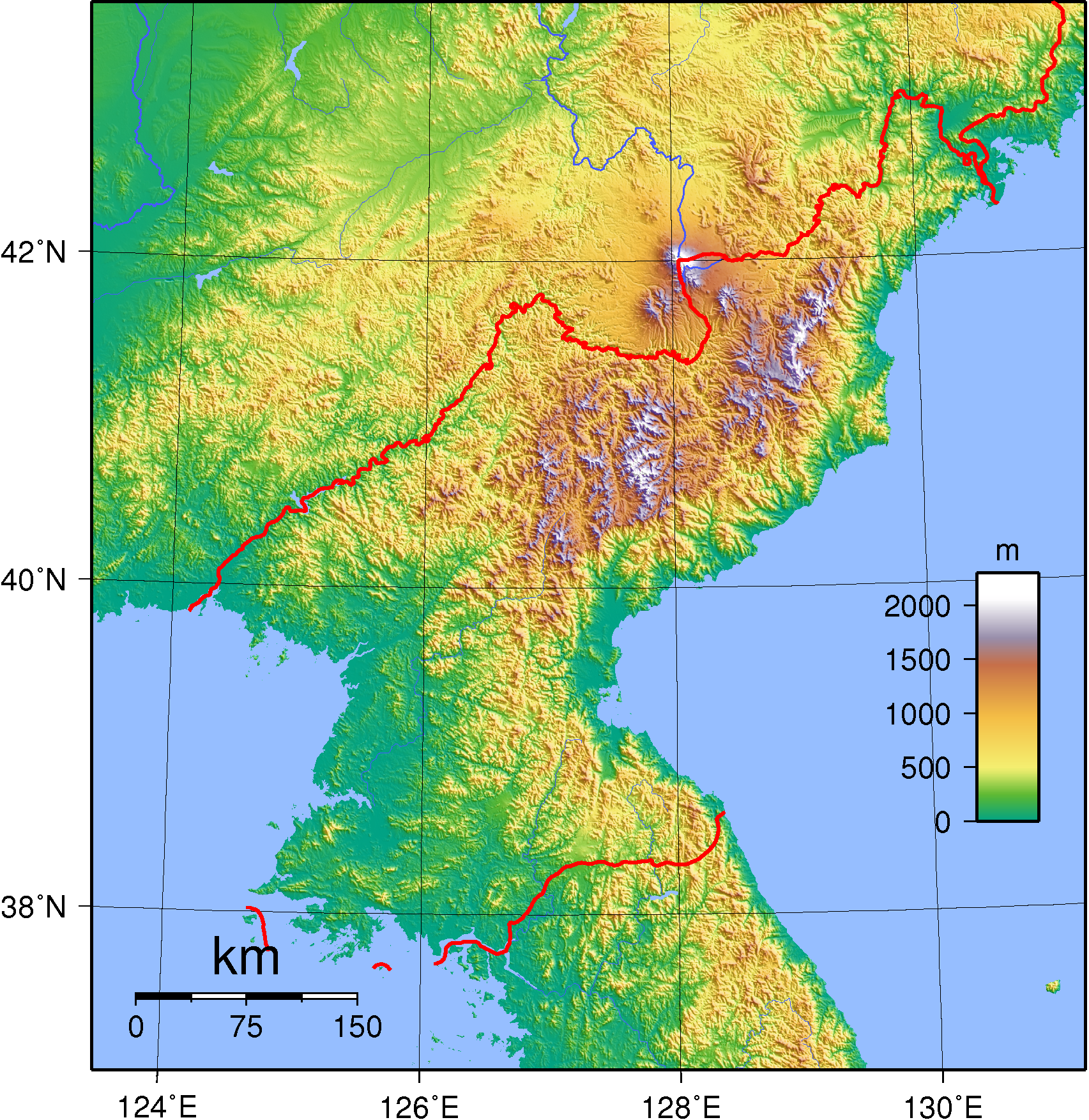
Topografia della Corea del Nord.

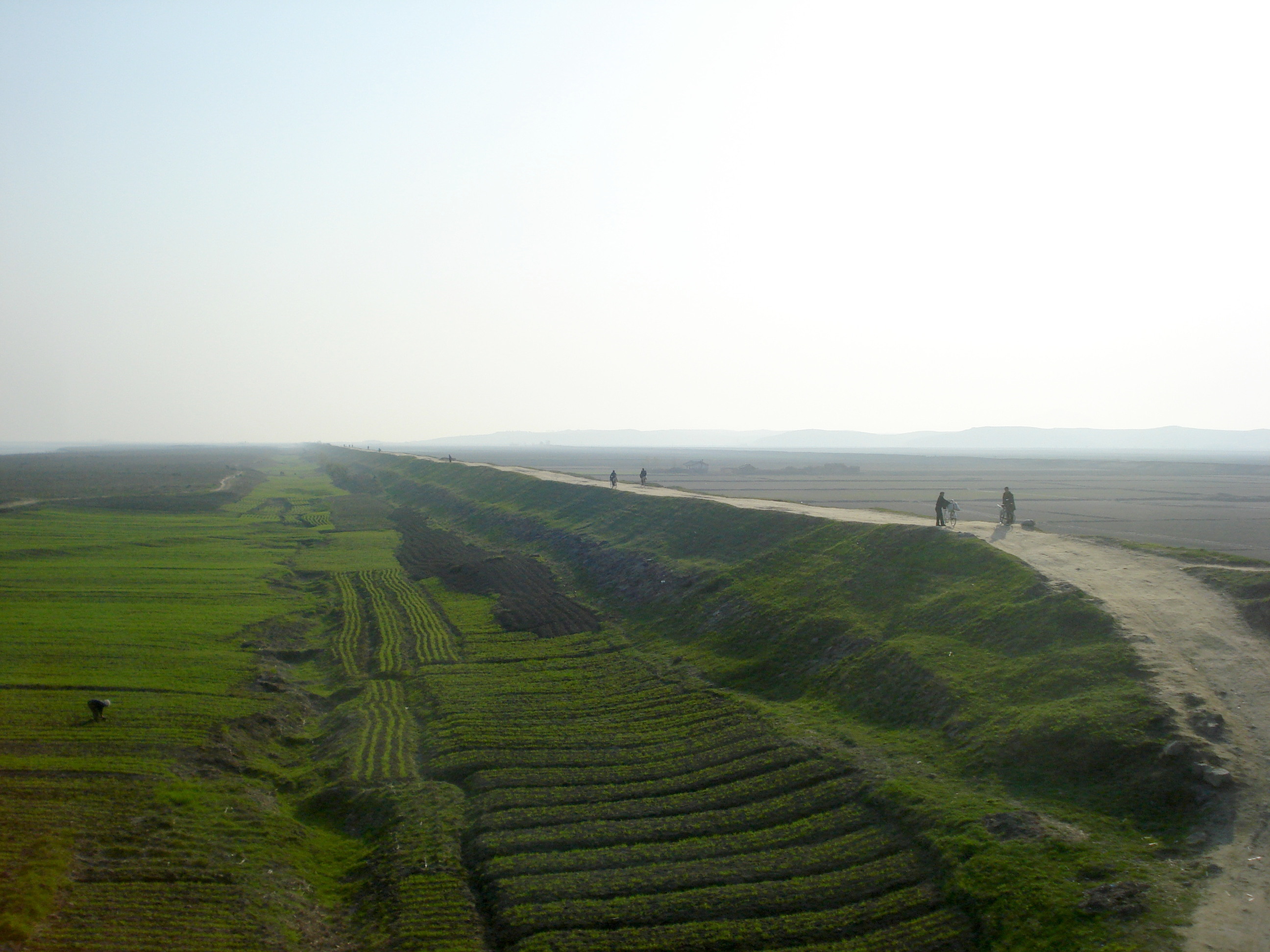
Area rurale nordcoreana.

Immagine satellitare della Corea.

La Corea del Nord è un Paese dell'Asia orientale. Occupa la porzione settentrionale della penisola coreana, che si protende dal continente asiatico tra il mare Orientale (mar del Giappone) e il mar Giallo; la Corea del Nord occupa circa il 55 per cento della superficie dell'intera penisola. Il Paese confina con la Cina e la Russia a nord e con la Repubblica di Corea (Corea del Sud) a sud. La capitale nazionale, P’yŏngyang, è un importante centro industriale e logistico nei pressi della costa occidentale.
Tra la Corea del Nord e la Corea del Sud si estende una zona demilitarizzata (DMZ) larga 4 km istituita in base ai termini dell'armistizio del 1953 che pose fine ai combattimenti della guerra di Corea (1950-53). La DMZ, che si estende per circa 240 km, costituisce la linea militare del cessate il fuoco del 1953 e segue all'incirca i 38° N di latitudine (il 38º parallelo) dalla foce del fiume Han sulla costa occidentale della penisola coreana fino a una località poco a sud della città nordcoreana di Kosŏng sulla costa orientale.

## Morfologia
Montagne e vallate caratterizzano la maggior parte della Corea del Nord. L'altopiano di Kaema nel nord-est ha un'altitudine media di 1000 m sul livello del mare e forma il tetto topografico dell'intera penisola coreana. Il monte Paektu (2750 m), la vetta più alta della Corea del Nord e dell'intera penisola, si innalza sul versante settentrionale di questo altopiano nei monti Changbaek (Changbai) lungo il confine sino-coreano; si tratta di un vulcano spento con il cratere occupato da un vasto lago. I monti Rangnim corrono da nord a sud attraverso la parte centrale del Paese, formando uno spartiacque tra il versante orientale e occidentale della penisola. I monti Kangnam e Myohyang, il monte Ŏnjin e il monte Myŏrak, tutti prolungamenti strutturali dei monti Rangnim, si allungano parallelamente tra loro verso sud-est. Tra le montagne occidentali si sono sviluppate estese pianure fluviali; esse si fondono alla stretta e irregolare pianura costiera che si estende lungo la costa occidentale. I monti Hamgyŏng, che si estendono dai monti Rangnim verso nord-est, formano un impervio gradino tra l'altopiano di Kaema e il mare Orientale. I monti T’aebaek si estendono dalla Corea del Nord sud-orientale fin dentro alla Corea del Sud lungo la costa orientale; una loro vetta, il monte Kŭmgang (1638 m), è rinomata per i suoi pittoreschi panorami.

## Idrografia e suoli
Il fiume più lungo della Corea del Nord è lo Yalu, che in coreano viene chiamato Amnok. Nasce dal versante meridionale del monte Paektu e scorre verso sud-ovest per circa 800 km fino alla sua foce nel golfo di Corea. Anche il fiume Tumen (Tuman) ha le proprie sorgenti sul monte Paektu, ma scorre verso nord-est per circa 520 km fino al mare Orientale. Non vi sono grandi corsi d'acqua lungo la costa orientale, fatta eccezione per il fiume Tumen, e tutti i fiumi di una certa importanza, quali lo Yalu, il Ch’ŏngch’ŏn, il Taedong, il Chaeryŏng e lo Yesŏng, sfociano nel mar Giallo. Le relativamente estese pianure fluviali dei fiumi occidentali costituiscono importanti regioni agricole.
Più dei tre quinti del suolo sono stati originati dall'azione degli agenti atmosferici su rocce granitiche o su vari tipi di scisti (rocce cristalline). I suoli sono generalmente marroncini, ricchi di materiali sabbiosi e poco fertili. Suoli bruno-rossastri ben sviluppati derivati da arenarie sono presenti nella provincia dello Hwanghae del Nord e nella parte meridionale della provincia del P'yŏngan del Sud. Podzol (suoli forestali grigio-cenere) si sono formati sull'altopiano di Kaema conseguentemente al clima freddo e alle foreste di conifere che ricoprono la zona. Sebbene la maggior parte dei suoli siano sterili e privi di contenuto organico, le vallate e le pianure costiere sono costituite da suoli alluvionali relativamente fertili.

## Clima
La Corea del Nord ha generalmente un clima continentale freddo. La stagione invernale, da dicembre a marzo, è lunga e fredda; le temperature medie di gennaio oscillano tra i -7 °C del sud e i -23 °C delle zone interne del settentrione. L'estate, da giugno a settembre, è calda, e le temperature di luglio superano i 20 °C in quasi tutto il Paese. Di conseguenza, l'escursione termica annua è molto pronunciata - circa 30 °C a P’yŏngyang e circa 43 °C a Chunggang (Chunggangjin), dove è stata registrata la temperatura più bassa dell'intera penisola coreana, -43,6 °C. A causa delle correnti oceaniche e delle catene montuose che circondano le strette pianure costiere, le temperature invernali sulla costa orientale sono più alte di circa 3-4 °C rispetto a quelle della costa occidentale.
La maggior parte del Paese riceve circa 1000 mm di pioggia all'anno. L'altopiano interno settentrionale, tuttavia, riceve solamente circa 610 mm di pioggia e la vallata del corso inferiore del fiume Taedong 810 mm, mentre nell'area del corso superiore del fiume Ch'ŏngch'ŏn cadono annualmente tra i 1220 e i 1320 mm di pioggia. Circa tre quinti delle precipitazioni annuali cadono nei quattro mesi che vanno da giugno a settembre; questa intensa concentrazione di piogge è correlata all'arrivo del monsone estivo, apportatore di umidità, proveniente dall'oceano Pacifico, al quale si deve anche la formazione di occasionali tifoni (cicloni tropicali). Solamente una piccola parte delle precipitazioni annue cade in inverno, generalmente sotto forma di neve; in alcune località, come sui monti T'aebaek, le nevicate possono essere molto forti. Vi sono circa 200 giorni liberi dal gelo lungo la costa, ma meno di 120 nel settore settentrionale dell'altopiano di Kaema.

## Flora e fauna
La vegetazione sugli altopiani, specialmente attorno al monte Paektu, consiste in alberi di conifere quali il peccio siberiano (Picea obovata), il peccio coreano (Picea koraiensis), il pino e il pino coreano (Pinus koraiensis). Le pianure occidentali erano originariamente ricoperte da foreste miste temperate con molte specie di piante, ma a causa della continua deforestazione sono rimaste unicamente solo chiazze remote delle foreste originarie. La maggior parte delle pianure è attualmente coltivata, fatta eccezione per alcune colline ricoperte da piccoli boschetti di pini misti a querce, tigli, aceri e betulle. Lungo i torrenti soggetti a inondazioni o nelle aree in cui il terreno è troppo pietroso per la coltivazione, sono presenti canneti, giunchi, gelsi selvatici e pioppi italiani. Tra i pesci più comuni nei fiumi figurano carpe e anguille.
A causa della deforestazione, le popolazioni di cervi, antilopi di montagna, capre, tigri e leopardi si sono ridotte grandemente e sono ora relegate alle foreste più remote. Nelle pianure, tuttavia, è ancora possibile incontrare colombacci, aironi, gru (che nidificano nei pressi delle abitazioni umane) e molti uccelli acquatici migratori, che sostano nelle risaie.
La ZDM tra Corea del Nord e del Sud si è trasformata in una riserva naturale di fatto. Un tempo area coltivata e successivamente un campo di battaglia devastato, la ZDM è rimasta quasi indisturbata dalla fine delle ostilità nel 1953 ed è stata riconquistata dalla natura su vaste aree, trasformandosi in una delle aree naturali più vergini dell'intera Asia. La zona contiene molti ecosistemi, tra cui foreste, estuari e zone umide frequentate da uccelli migratori. Essa costituisce un santuario per centinaia di specie di uccelli, tra cui la gru dal collobianco del Giappone e la gru della Manciuria, entrambe minacciate d'estinzione, ed è la dimora di dozzine di specie di pesci e di orsi dal collare, linci e altri mammiferi.